# Clã Kyōgoku
O Clã Kyōgoku (松平氏, Kyōgoku-shi) foi um clã do Japão de samurais que ganhou destaque durante os períodos Sengoku e Edo da História do Japão.

## Genealogia
Os Kyōgoku são tozama que  descendem diretamente do Imperador Uda (868-897) através de seu neto Minamoto no Masanobu (920-993)  . Representavam um ramo do Clã Sasaki , que foram incorporados ao Seiwa Genji . 

## Ramos
Fazem parte do Clã Kyōgoku os seguintes Ramos:
- Os membros do ramo principal deste clã são descendentes de Kyōgoku Takatsugu (1560-1609). Aliou-se com Oda Nobunaga , que lhe arranjou um casamento com sua sobrinha. Este casamento com a filha de Asai Nagamasa tornou Toyotomi Hideyoshi seu cunhado. Hideyoshi lhe concedeu a Castelo Otsu (60.000 koku) na província de Omi. Em 1600, ele ficou do lado dos Tokugawa na Batalha de Sekigahara ; e recebeu neste mesmo ano o Domínio de Obama (92.000 koku ) na província de Wakasa .

O filho de Takatsugu, Kyōgoku Tadataka (1593-1637), casou-se com a quarta filha do Shogun Tokugawa Hidetada em 1607. O patrimônio de Tadataka foi aumentado gradualmente ao longo do tempo. Em 1634, lhe foi concedido o Domínio de Matsue (260.000 koku ) na província de Izumo ; mas morreu três anos depois, sem deixar herdeiros. Seu patrimônio foi revertido ao shogunato  
O bakufu designou Kyōgoku Takakazu, filho de Kyōgoku Takamasa irmão de Tadataka, para continuar a linhagem. Tadakazu foi vassalo em Tatsuno (50.000 koku ) na província de Harima . Em 1658, a família foi transferida para Marugame na província de Sanuki , onde permaneceram até a abolição do sistema han em 1871. O Chefe deste ramo do clã tornou-se visconde no período Meiji .
- Outro antigo ramo foi fundado em 1694 em Tadotsu (10.000 koku ) na província de Sanuki , onde permaneceram até a Restauração Meiji. Ao chefe deste ramo foi dado o título de visconde no período Meiji [3].
- Um ramo novo foi criado em 1592, quando Hideyoshi concedeu a Kyōgoku Takatomo (1571 - 1621), o domínio de Iida (80.000 koku ) na província de Shinano. Quando Takatomo se aliou aos Tokugawa; a ele foi confiada a defesa de do Castelo Gifu na província de Mino . Após a batalha de Sekigahara , ele foi transferido para o Castelo Tanabe (125.000 koku ) na província de Tango [3].  Pouco depois, Takatomo construiu um castelo em Miyazu (78.000 koku ) na província de Tamba ; e estabeleceu-se lá [5].

Kyōgoku Takahiro (1599 - 1677) foi o filho adotivo e herdeiro de Takatomo. Quando a administração de Miyazu tornou-se sua responsabilidade em 1621, as receitas do domínio foram reduzidos para 75.000 koku. A má administração de Takahiro só foi superada pela de seu filho Kyōgoku Takakuni (1616 - 1675). O Shogun Tokugawa Ietsuna tirou Miyazu das mãos dos  Kyōgoku em 1666, e baniu Takakuni e seu filho, Kyōgoku Takayori . Em 1687, Takayori foi autorizado a retornar do exílio; sendo-lhe concedida uma pensão de 2.000 koku e uma posição no Koke. Esta posição burocrática no período Edo  era responsável por rituais e cerimônias oficiais  .
- Um sub-ramo do anterior foi criado em 1604 quando Kyōgoku Takatomo transferiu sua sede de autoridade para o Castelo Miyasu. Esta sub-ramificação era composta pelos descendentes dos Kyōgoku que continuaram a manter o Castelo Tanabe na província de Tango. Em 1668, este ramo foi transferido para o Domínio de Toyooka (15.000 koku ) na província de Tajima . O chefe deste ramo se tornou visconde no período Meiji [3].
- Outro sub-ramo desta mesma vertente foi fundado em 1620 quando Kyōgoku Takamichi (1603 - 1665) se tornou vassalo no Domínio de Mineyama (10.000 koku ) na província de Tango. Takamichi, que era o filho de Kuchiki Tanetsuna , e fora adotado por Takatomo. Os descendentes de Takamichi foram daimyo neste han até 1871. O chefe deste ramo se tornou visconde no  no período Meiji [3].

## Os tempos modernos
A queda do shogunato Tokugawa criou uma onda de conseqüências imprevisíveis entre os daimyo intimamente associados ao bafuku. Um dos resultados das mudanças foi que a residência em Edo pertencente ao Kyōgoku daimyo de Tadotsu foi vendida. A residencia ficou com Inoue Kaoru , o primeiro ministro das Relações Exteriores no governo Meiji  . A residencia tornou-se um local para entreter os dignitários estrangeiros e apresentá-los à estética de jardins japoneses .
Após a Segunda Guerra Mundial, a antiga residência Kyōgoku foi adquirida pela International House of Japan . Uma nova residência universitária e um centro cultural foram construídos no local, mas o jardim foi preservado como o legado do Clã Kyōgoku. O jardim sobrevive e o clã continua, embora visivelmente com menos público.

## Líderes do Clã
| - 1. Kyōgoku Takatsugu (1560 - 1609) - 2. Kyōgoku Tadataka (1593 - 1637) - 3. Kyōgoku Takakazu (1619 - 1662) - 4. Kyōgoku Takatoyo - 5. Kyōgoku Takashige - 6. Kyōgoku Takanori - 7. Kyōgoku Takanaga | - 8. Kyōgoku Takakazu - 9. Kyōgoku Takaari - 10. Kyōgoku Takayuki - 11. Kyōgoku Takaatsu - 12. - 13. Kyōgoku Takayoshi - 14. Kyōgoku Takamitsu - 15. Kyōgoku Takaharu |